# بخش نینیتال
بخش نینیتال (به انگلیسی: Nainital district) یک بخش در هند است که در اوتاراکند واقع شده‌است. بخش نینیتال ۳٬۸۶۰ کیلومتر مربع مساحت و ۹۵۵٬۱۲۸ نفر جمعیت دارد.